# Magnus Hirschfeld
Magnus Hirschfeld (Kolberg, 14 maggio 1868 – Nizza, 14 maggio 1935) è stato un medico e scrittore tedesco.
Di origini ebraiche, è stato un sessuologo e un militante del primo movimento omosessuale, del quale è considerato uno dei fondatori.

## Biografia

### Pioniere della sessuologia
Hirschfeld elaborò la teoria di un terzo sesso "intermedio" tra uomo e donna. Egli fu interessato allo studio di una grande varietà di stimoli sessuali ed erotici, in un periodo in cui la tassonomia delle identità sessuali era ancora ai primi stadi di classificazione. Il suo lavoro scientifico estese quelli del precedente Karl Heinrich Ulrichs ed influenzò i successivi Havelock Ellis e Edward Carpenter.

### Militanza contro il paragrafo 175
In gioventù Hirschfeld visse a Parigi e lavorò come giornalista: in tutta la sua successiva carriera egli trovò un giusto equilibrio tra medicina e letteratura. Dopo alcuni anni passati a Magdeburgo come medico generico, nel 1896 Hirschfeld pubblicò un opuscolo anonimo dal titolo Saffo e Socrate, che trattava di amori omosessuali.
Nel 1897 Hirschfeld fondò il Wissenschaftlich-humanitäres Komitee (Comitato scientifico-umanitario) insieme ad Adolf Brand, Benedict Friedlaender ed altri appartenenti al gruppo che pubblicava Der Eigene, una pubblicazione che solo in un secondo tempo dava spazio  a tematiche omosessuali. Il gruppo si propose di effettuare ricerche per difendere i diritti degli omosessuali ed abrogare il paragrafo 175, una sezione del codice penale tedesco, direttamente mutuato dal Codice Penale Prussiano, che criminalizzava l'omosessualità dal 1871. Essi obiettavano che la legge incoraggiava ricatti nei confronti degli omosessuali ed il motto Giustizia attraverso la scienza rifletteva l'idea di Hirschfeld che una migliore conoscenza scientifica dell'omosessualità avrebbe eliminato l'ostilità della popolazione e delle istituzioni nei confronti dei gay. Presto Hirschfeld, instancabile sostenitore dei diritti degli omosessuali, divenne una figura pubblica ben conosciuta in Europa e negli Stati Uniti d'America.
All'interno del Comitato alcune donne e anche Friedlander si opposero all'analogia utilizzata da Hirschfeld che paragonava gli omosessuali a degli storpi. Questo gruppo sosteneva che la società avrebbe potuto tollerare o avere pietà degli storpi, ma mai considerarli come eguali. Inoltre erano in disaccordo sulla visioni di Hirschfeld e di Ulrichs che sostenevano che gli omosessuali maschi erano per natura effeminati. Brand, Friedlander ed altri lasciarono successivamente il Comitato scientifico-umanitario e formarono un altro gruppo, il Gemeinschaft der Eigenen, che sosteneva che l'amore maschio-maschio era un semplice aspetto della virilità piuttosto che una condizione speciale dell'uomo.
Nonostante questi dissapori il Comitato, guidato da Hirschfeld, riuscì a raccogliere oltre 5000 firme per abolire il paragrafo 175 tra i più importanti intellettuali residenti in Germania dell'epoca. Tra i firmatari, Albert Einstein, Hermann Hesse, Thomas Mann, Rainer Maria Rilke e Lev Tolstoj. La petizione venne portata all'attenzione del Reichstag nel 1898, ma venne appoggiata solo da una minoranza del Partito Socialdemocratico di Germania, stimolando Hirschfeld a utilizzare una controversa strategia di "outing" - cioè obbligare alcuni eminenti legislatori segretamente omosessuali ad uscire allo scoperto e prendere una chiara posizione. La petizione continuò ad essere discussa dal Parlamento e cominciò a realizzare progressi negli anni venti, poco prima che la costante ascesa in Germania del Partito Nazionalsocialista Tedesco dei Lavoratori bloccasse ogni speranza di riforma.
Nel 1921 Hirschfeld organizzò il Primo congresso per la riforma sessuale (a cui partecipò per l'Italia Aldo Mieli), che portò successivamente alla formazione di una Lega mondiale per la riforma sessuale. I congressi di questa organizzazione si tennero a Copenaghen (1928), Londra (1929), Vienna (1930) e Brno (1932). Hirschfeld venne sia citato che parodiato dalla stampa come un vociferante esperto di questioni sessuali, ricevendo l'ironico epiteto di "Einstein del sesso". Egli vide sé stesso come un propagandista e scienziato che investigava e catalogava molte differenti tipologie di sessualità, non solamente relative alla sfera omosessuale. Hirschfeld coniò il termine travestitismo. Anche se preferì mostrarsi come un ricercatore e scienziato obiettivo, Hirschfeld stesso era gay e in segreto un travestito e partecipava alle iniziative della subcultura gay nella Germania di quel periodo. Per le sue attività di travestitismo egli venne soprannominato Tante Magnesia, in italiano Zia Magnesia.

### Anders als die Andern
Hirschfeld contribuì alla stesura e recitò nel film del 1919 Anders als die Andern (Diversi dagli altri) dove l'attore Conrad Veidt interpretò probabilmente il primo ruolo omosessuale mai scritto per la storia del cinema. Il film è chiaramente un'accusa al Paragrafo 175 ed ai pregiudizi della società - il personaggio interpretato da Veidt (un musicista di successo) viene ricattato da un vecchio conoscente, arrivando finalmente a dichiarare la propria omosessualità piuttosto che continuare a pagare, ma la sua carriera viene distrutta dai pregiudizi della società ed egli è portato al suicidio.

### Institut für Sexualwissenschaft
Nel 1919, nella nuova e più liberale atmosfera della Repubblica di Weimar, Hirschfeld fondò a Berlino, l'Institut für Sexualwissenschaft (Istituto per la ricerca sessuale).
L'istituto conteneva una immensa biblioteca sul tema del sesso e provvedeva a servizi educativi e consulti medici. Persone da tutta Europa visitarono l'Istituto per comprendere meglio la propria sessualità. Christopher Isherwood descrisse la sua visita con l'amico Wystan Hugh Auden nel libro Christopher e la sua natura. 

L'Istituto contenne inoltre un Museo del sesso, una risorsa educativa per il pubblico che sembra fosse visitato addirittura da diverse scolaresche.
Il lavoro dell'Istituto e di Hirschfeld sono esaminati nel documentario di Rosa von Praunheim The Einstein of sex (Germania, 2001).

### Attentati
I discorsi pubblici lo portarono ad essere attaccato da diversi gruppi omofobi, la maggior parte dei quali facenti parte dei movimenti nazionalisti e nazionalsocialisti.
Nel 1921, al termine di una conferenza tenuta a Monaco, fu vittima di un lancio di sassi che lo lasciò senza sensi per terra con una frattura al cranio; pochi giorni dopo un giornale ultranazionalista di Dresda scriveva:
(Wolff, 1996, pag. 198)
Hirschfeld venne nuovamente attaccato nel 1923 quando alcuni nazisti austriaci fecero irruzione a Vienna nella sala dove egli stava tenendo una conferenza cercando di ucciderlo a colpi di pistola.

### Reazione nazista
Quando i nazisti assunsero il potere in Germania, alla fine del gennaio 1933, una delle prime azioni che effettuarono, dopo aver legiferato in Parlamento sull'aggravamento del Paragrafo 175, cura di esponenti della Gioventù Hitleriana, fu, il 6 maggio 1933, quella di distruggere l'Istituto e dare fuoco alla biblioteca che conteneva. Molte delle immagini di repertorio, e di filmati, che vengono mostrati, oggi, come esempio dei roghi nazisti di libri riguardano l'incendio della Biblioteca dell'Istituto di Magnus Hirschfeld senza, però, citare il vero nome di quell'Istituto Scientifico; in quell'occasione venne, tra le altre cose, distrutto un busto dello scienziato tedesco. In quel momento Hirschfeld era impegnato in una serie di conferenze all'estero; non tornò mai in Germania e morì nel 1935 in esilio a Nizza il giorno del suo sessantasettesimo compleanno.
Inoltre gli scritti di Hirschfeld vennero colpiti da un bando di pubblicazione. Le linee guida naziste per il prestito bibliotecario del 1935 così definivano la motivazione:

## Critiche
Il lavoro di Hirschfeld continua ad essere controverso; alcuni critici lo accusano addirittura di avere ricavato parte dei suoi introiti finanziari da importanti omosessuali tedeschi che egli ricattava. Non è però mai emersa alcuna prova che supporti tale accusa. Benché molto famoso e stimato presso alcuni circoli, in altri Hirschfeld venne pesantemente criticato: essendo anche ebreo e socialista, ovviamente fu uno dei bersagli più graditi dalla destra e in particolare dal nascente partito nazista. Altri critici puntano sul fatto che Hirschfeld credeva, semplificando, in un'omosessualità frutto di disequilibri ormonali aprendo così la strada a successivi scienziati alla ricerca di una "cura" per gli omosessuali.

## Opere
- Sappho und Sokrates, 1896.
- Berlins Drittes Geschlecht, Rosa Winkel, Berlin 1991. ISBN 3-921495-59-8
- Die Transvestiten, 1910.
- Naturgesetze der Liebe, 1912.
- Die Homosexualität des Mannes und des Weibes, 1914. Reprint: Gruyter, 2001. ISBN 3-11-017251-8
- Sexualpathologie, 1917-1920 (3 voll.)
- Magnus Hirschfeld (a cura di), Geschlechtskunde. Band 1-5, Stuttgart 1926-1930. Ristampa: Fischer, Harald 2001. ISBN 3-89131-372-1
- Geschlechtsanomalien und Perversionen, Aldor 1955. ISBN B0000BJGLX
- Von einst bis jetzt. Geschichte einer homosexuellen Bewegung - Autobiographie, Rosa Winkel, Berlin 1986.
- Magnus Hirschfeld (a cura di), Jahrbuch für sexuelle Zwischenstufen unter besonderer Berücksichtigung der Homosexualität 1. 1899 - 9. 1908 /13. 1913 /14. 1914 /19. 1919 - 23. 1923. Vierteljahresberichte ... während der Kriegszeit 15. 1915 - 18. 1918, Fischer, Harald 1996. ISBN 3-89131-132-X
- Magnus Hirschfeld (a cura di), Zeitschrift für Sexualwissenschaft. Jahrgang 1908, Fischer, Harald 1997. ISBN 3-89131-139-7

## Filmografia
- Rosa von Praunheim (regista), Magnus Hirschfeld - Einstein des Sex (Germania, 2001). (Su Magnus Hirschfeld - In tedesco, con sottotitoli in inglese).